# Богдана (Васлуй)
Богдана (рум. Bogdana) — село у повіті Васлуй в Румунії. Входить до складу комуни Богдана.
Село розташоване на відстані 261 км на північний схід від Бухареста, 14 км на південний захід від Васлуя, 70 км на південь від Ясс, 126 км на північ від Галаца.

## Населення
За даними перепису населення 2002 року у селі проживали 672 особи, усі — румуни. Усі жителі села рідною мовою назвали румунську.